# Sampoorna Teerth Yatra
Sampoorna Teerth Yatra (hindi: संपूर्ण तीर्थ यात्रा)  — pełnometrażowy film fabularny produkcji indyjskiej z gatunku filmów przygodowych i fantasy, wyreżyserowany przez Dhirubhaia Desaia w 1970 roku.

## Fabuła
Kapłan Shankarnath twierdzi, iż złe duchy otaczają związek Bimli i Uttama, przepowiadając śmierć Uttama w przypadku ich ślubu. Bilma, nie mogąc porzucić miłości udaje się po pomoc trzech mistycznych żon:  Bhagwan Brahmy, Bhagwan Vishnu i Bhagwan Mahesh. Inicjuje to wielką bitwę między potężnymi kobietami a wszechmocnym kapłanem Shankarnathem.

## Obsada aktorska
- Ashish Kumar
- Jeevan jako Bhagwan Naradmuni
- Niranjan Sharma
- Sushma
- Jaymala jako Bimla
- Mahipal jako Uttam